# 藍朝鼎
藍 朝鼎（らん ちょうてい、Lan Zhaoding、? - 1861年）は、清末の順天軍の蜂起の指導者。藍二順ともいう。
雲南省大関出身。貧しい労働者であったが、1859年に李永和と兄弟の藍朝柱とともに「不交租・不納糧」「打富済貧」をスローガンに蜂起して、「大元帥」を称した。順天軍は四川省に入り、叙州を包囲した後、犍為・楽山を占領した。犍為・楽山は製塩業が盛んであったが、塩工たちが順天軍に参加して軍勢はたちまち10数万人に膨れ上がった。1860年の段階で順天軍の活動範囲は40余りの州県に及んだ。李永和と藍朝鼎・藍朝柱は兵力を分け、李永和が犍為・楽山一帯を守り、藍朝鼎・藍朝柱は北上して成都付近の州県を攻略していき、1861年5月より綿州を包囲した。しかし4カ月たっても攻略することができず、四川総督駱秉章が反撃を開始した。藍朝鼎軍は壊滅し、丹棱に撤退したが、包囲され、突破しようとしたところで戦死した。